# Negocios son negocios
Negocios son negocios es una película dominicana del año 2004 estrenada el 18 de noviembre del 2004.

## Sinopsis
Un joven con ciertas limitaciones para asumir riesgos, repentinamente se ve como gerente de una importante empresa bancaria. A partir de este momento, producto de una ingenua confusión, su vida va a cambiar con el disfrute de las facilidades de su nuevo cargo, pero sin imaginar que más adelante le llegarán los problemas.

## Reparto
- Irving Alberti como (Monchy Ventura).
- Nuryn Sanlley como (Altagracia Ventura).
- Karina Larrauri como (Ruth Villaverde).
- Luís José Germán como (Joaquín).
- Cuquín Victoria como (Doctor Montes de Oca).
- Ivonne Beras como (Mirta Faloni).
- Franklin Domínguez como (General Villaverde).
- Georgina Duluc como (Mindy Reyes).

- Datos: Q16611055